# Epidendrum hellerianum
Epidendrum hellerianum är en orkidéart som beskrevs av Alex Drum Hawkes. Epidendrum hellerianum ingår i släktet Epidendrum och familjen orkidéer. Inga underarter finns listade i Catalogue of Life.